# Kenia en los Juegos Olímpicos de Barcelona 1992
Kenia estuvo representada en los Juegos Olímpicos de Barcelona 1992 por un total de 49 deportistas que compitieron en 5 deportes.
El portador de la bandera en la ceremonia de apertura fue el atleta Patrick Sang.

## Medallistas
El equipo olímpico keniano obtuvo las siguientes medallas:
| Nombre          | Deporte   | Competición             |
| --------------- | --------- | ----------------------- |
| Oro             |           |                         |
| William Tanui   | Atletismo | 800 m M                 |
| Matthew Birir   | Atletismo | 3000 m con obstáculos M |
| Plata           |           |                         |
| Nixon Kiprotich | Atletismo | 800 m M                 |
| Paul Bitok      | Atletismo | 5000 m M                |
| Richard Chelimo | Atletismo | 10 000 m M              |
| Patrick Sang    | Atletismo | 3000 m con obstáculos M |
| Bronce          |           |                         |
| Samson Kitur    | Atletismo | 400 m M                 |
| William Mutwol  | Atletismo | 3000 m con obstáculos M |